# Morning Side of the Mountain
«Morning Side of the Mountain» es una canción compuesta por Dick Manning y Larry Stock. Inicialmente, la canción fue interpretada por Tommy Edwards en 1951. La versión más conocida de la canción es una grabación por el dúo estadounidense Donny & Marie Osmond. Se publicó en diciembre de 1974 como el segundo y último sencillo de su álbum I'm Leaving It All Up to You.

## Antecedentes
Donny se había hecho popular por primera vez cantando en un grupo musical con sus hermanos, The Osmonds, y Marie fue una de las cantantes más jóvenes en alcanzar el número uno en las listas de música country de Billboard (con «Paper Roses», en 1973). En 1974, Donny se encontraba en el estudio grabando la canción «I'm Leaving It All Up to You», pero tenía dificultades para alcanzar las notas más altas. Después de que Marie entró para cantar la armonía, la canción comenzó a lanzar la carrera discográfica colaborativa de los hermanos.

## Rendimiento comercial
En Estados Unidos, «Morning Side of the Mountain» debutó en el número 49 en la lista Top 50 Easy Listening durante la semana que terminó el 30 de noviembre de 1974, donde se desempeñó como el segundo debut más bajo de la edición. Después de escalar de manera constante la lista durante nueve semanas consecutivas, encabezó la lista el 25 de enero de 1975, donde desplazó la canción de Carpenters, «Please Mr. Postman», de la posición más alta. «Morning Side of the Mountain» salió de la lista Top 50 Easy Listening el 22 de febrero en el número 13; en total, pasó trece semanas consecutivas entre los rankings de la lista. En la lista de sencillos de todos los géneros, «Morning Side of the Mountain» alcanzó el número 8 el 25 de enero.
Fuera del país natal de Donny y Marie Osmond, el sencillo tuvo un éxito comercial similar. En Canadá, «Morning Side of the Mountain» debutó en el puesto número 46 de la lista RPM Pop Music Playlist durante la semana que terminó el 23 de noviembre de 1974, donde se desempeñó como el quinto debut más alto de la edición. En su undécima semana en la lista, «Morning Side of the Mountain» alcanzó la primera posición que anteriormente ocupaba «Please Mr. Postman» de Carpenters. «Morning Side of the Mountain» salió de la lista Easy Listening el 15 de marzo en el número 23; en total, pasó quince semanas consecutivas entre los rankings de la lista. En la lista de sencillos de todos los géneros, «Morning Side of the Mountain» alcanzó el número 8 el 15 de febrero.

## Lista de canciones
- 7-inch single – MGM M 14765[12]

1. «Morning Side of the Mountain» – 2:55
2. «One of These Days» – 4:24

## Posicionamiento

### Gráfica semanal
| Gráfica (1975)                            | Pico de posición |
| ----------------------------------------- | ---------------- |
| Australia (Kent Music Report)             | 34               |
| Canadá (RPM Top Singles)                  | 8                |
| Canadá (RPM Pop Music Playlist)           | 1                |
| Estados Unidos (Billboard Hot 100)        | 8                |
| Estados Unidos (Billboard Easy Listening) | 1                |
| Estados Unidos (Cash Box Top 100 Singles) | 6                |
| Irlanda (Irish Singles Chart)             | 7                |

### Gráfica de fin de año
| Gráfica (1975)                            | Pico de posición |
| ----------------------------------------- | ---------------- |
| Canadá (RPM Top Singles)                  | 81               |
| Canadá (RPM Pop Music Playlist)           | 25               |
| Estados Unidos (Billboard Hot 100)        | 74               |
| Estados Unidos (Billboard Easy Listening) | 22               |

## Certificaciones y ventas
| País                                                     | Certificación | Ventas   |
| -------------------------------------------------------- | ------------- | -------- |
| Reino Unido (BPI)                                        | Plata         | 250 000* |
| *cifras de ventas basadas únicamente en la certificación |               |          |